# Arbela de Galilea
Arbela de Galilea fou una ciutat de Galilea amb uns avencs a la rodalia que serviren de base a una banda de bandolers que van ser atacats i derrotats per Herodes el Gran. Més tard foren fortificats per Josefus en la seva lluita contra els romans. Es trobava prop de la moderna Arbel, a l'actual Israel.